# Walter Brown
Pour les articles homonymes, voir Walter Brown (homonymie) et Brown.
Walter A. Brown (né le 10 février 1905 - mort le 7 septembre 1964) était le premier propriétaire des Boston Celtics (franchise de basket-ball de la NBA) ainsi qu'une figure importante dans le développement du hockey sur glace aux États-Unis.

## Biographie
Brown est né à Hopkinton (Massachusetts), il est allé à Boston Latin School de 1922 à 1923 et Philips Exeter Academy de 1923 à 1926. Après avoir succédé à son père en tant que dirigeant du Boston Garden, il contribua à fonder la Basketball Association of America en 1946 et eut un rôle important dans l'intégration de la BAA et de la National Basketball League dans la National Basketball Association en 1949. Il fonda les Celtics en 1945 contribuant à transformer l'équipe en dynastie, les Celtics remportant six titres de champion NBA en sept ans avant son décès.

## Hockey
Brown joua également un rôle important dans le développement du hockey ; il entraîna l'équipe amateur des Olympics de Boston qui gagna cinq titres de l'Eastern Hockey League, mena les États-Unis à leur première médaille d'or au Championnat du monde de hockey en 1933, devint président des Bruins de Boston en 1951 et président de la Fédération internationale de hockey sur glace de 1954 à 1957.

## Distinctions
Brown fut honoré par la NBA qui lui a donné son nom au trophée de champion après son décès en 1964. Il fut intronisé au Temple de la renommée du hockey en 1962 et au Basketball Hall of Fame en 1965.